# Euophrys kawkaban
Euophrys kawkaban es una especie de araña saltarina del género Euophrys, familia Salticidae. Fue descrita científicamente por Wesolowska & van Harten en 2007.
Habita en Yemen.